# 1996 w filmie
Wydarzenia filmowe w 1996 roku.

## Box Office
| Pozycja | Tytuł                 | Wpływy (mln $) |
| ------- | --------------------- | -------------- |
| 1.      | Dzień niepodległości  | 817,4          |
| 2.      | Twister               | 494,5          |
| 3.      | Mission: Impossible   | 457,7          |
| 4.      | Twierdza              | 335,1          |
| 5.      | Dzwonnik z Notre Dame | 325,3          |
| 6.      | 101 dalmatyńczyków    | 320,7          |
| 7.      | Okup                  | 309,5          |
| 8.      | Gruby i chudszy       | 274,0          |
| 9.      | Jerry Maguire         | 273,6          |
| 10.     | Egzekutor             | 242,3          |
| 11.     | Angielski pacjent     | 232,0          |
| 12.     | Kosmiczny mecz        | 230,4          |
| 13.     | Klatka dla ptaków     | 185,3          |
| 14.     | Zmowa pierwszych żon  | 181,5          |
| 15.     | Krzyk                 | 173,0          |
| 16.     | Uśpieni               | 165,6          |
| 17.     | Tunel                 | 159,2          |
| 18.     | Czas zabijania        | 152,3          |
| 19.     | Fenomen               | 152,0          |
| 20.     | Tajna broń            | 150,3          |

## Premiery

### Filmy polskie
- 21 marca: Słodko gorzki – reż. Władysław Pasikowski
- 24 maja: Gry uliczne – reż. Krzysztof Krauze
- 25 października: Panna Nikt – reż. Andrzej Wajda
- Nocna zmiana – reż. Jacek Kurski

### Filmy zagraniczne

#### Styczeń
| Premiera    | Premiera | Tytuł filmu                      | Kraj | Reżyseria    | Obsada                                                            |
| Światowa    | W Polsce | Tytuł filmu                      | Kraj | Reżyseria    | Obsada                                                            |
| ----------- | -------- | -------------------------------- | ---- | ------------ | ----------------------------------------------------------------- |
| 21 stycznia | ----     | Draka w Bronksie (Hong faan kui) | /    | Stanley Tong | Jackie Chan, Anita Mui, Françoise Yip, Bill Tung, Marc Akerstream |

- Angielski pacjent
- Diabolique
- Dzień Niepodległości
- Fargo
- Fenomen – reż. Jon Turteltaub (John Travolta, Robert Duvall, Forest Whitaker)
- Jerry Maguire
- Mission: Impossible
- Kola – reż. Jan Sverák
- Zabójczy kondom
- Krytyczna decyzja
- Od zmierzchu do świtu
- Ostatnie takie lato
- Ostatni smok
- Przełamując fale
- Romeo i Julia
- Skandalista Larry Flynt
- Trainspotting
- Senrei
- Twierdza
- Twister
- Ucieczka z Los Angeles
- Uśpieni
- Zabójcza broń 4
- 16 lutego
  - Ludzie miasta (City Hall), reż. Harold Becker
- 8 marca
  - Hellraiser IV: Dziedzictwo krwi, reż.: Kevin Yagher, Alan Smithee i Joe Chapelle (poza czołówką)
- 9 marca
  - Plusk (Splash), reż. Ron Howard
- 28 marca
  - Wspaniała rzecz (Beautiful Thing), reż. Hettie MacDonald
- 28 kwietnia
  - Laboratorium Dextera, reż. Genndy Tartakovsky
- 30 maja
  - Prawdziwi faceci (Regular Guys), reż. Rolf Silber
- 7 września
  - Lilie (Lilies – Les feluettes), reż. John Greyson
- 9 listopada
  - Body Without Soul (Tělo bez duše), reż. Wiktor Grodecki
- 8 grudnia
  - Samson i Dalila (Samson & Delilah), reż. Nicolas Roeg

## Nagrody filmowe

### Oskary
- Najlepszy film – Angielski pacjent (The English Patient)
- Najlepszy reżyser – Anthony Minghella Angielski pacjent
- Najlepszy aktor – Geoffrey Rush Blask
- Najlepsza aktorka – Frances McDormand Fargo
- Wszystkie kategorie: 69. ceremonia wręczenia Oscarów

### Festiwal w Cannes
- Złota Palma: Mike Leigh – Sekrety i kłamstwa (Secrets & Lies)

### Festiwal w Berlinie
- Złoty Niedźwiedź: Ang Lee – Rozważna i romantyczna

### Festiwal w Wenecji
- Złoty Lew: Neil Jordan – Michael Collins

### XXIFestiwal Polskich Filmów Fabularnych
- Złote Lwy: nie przyznano

### Złota, Srebrna i Brązowa Żaba (Camerimage)
IV Międzynarodowy Festiwal Sztuki Autorów Zdjęć Filmowych Camerimage, 30 listopada – 7 grudnia, Toruń
- Złota Żaba: Dick Pope za zdjęcia do filmu Sekrety i kłamstwa
- Srebrna Żaba: Eduardo Serra za zdjęcia do filmu Więzy miłości
- Brązowa Żaba: Geoffrey Simpsons za zdjęcia do filmu Blask

## Urodzili się
- 14 kwietnia – Abigail Breslin, amerykańska aktorka
- 19 września – Connor Swindells, brytyjski aktor
- 12 grudnia – Miguel Bernardeau, hiszpański aktor

## Zmarli
- 2 stycznia – Sergiusz Sprudin, polski operator (ur. 1913)
- 17 stycznia – Aleksander Fogiel, polski aktor (ur. 1910)
- 2 lutego – Gene Kelly, amerykański aktor (ur. 1912)
- 6 lutego – Guy Madison, amerykański aktor
- 9 lutego – Włodzimierz Panasiewicz, polski aktor (ur. 1933)
- 11 lutego – Phil Regan, amerykański piosenkarz i aktor
- 13 lutego – Martin Balsam, amerykański aktor
- 15 lutego – Tommy Rettig, amerykański aktor
- 20 lutego – Tōru Takemitsu, japoński kompozytor (ur. 1930)
- 25 lutego – Haing S. Ngor, amerykański aktor
- 2 marca – Lyle Talbot, amerykański aktor (ur. 1902)
- 13 marca – Krzysztof Kieślowski, polski reżyser (ur. 1941)
- 17 marca – René Clément, francuski reżyser
- 6 kwietnia – Greer Garson, amerykańska aktorka
- 16 kwietnia – Lucille Bremer, amerykańska aktorka
- 20 maja – Jon Pertwee, brytyjski aktor
- 10 czerwca – Jo Van Fleet, amerykańska aktorka
- 11 czerwca – Brigitte Helm, niemiecka aktorka
- 1 lipca – Margaux Hemingway, amerykańska modelka i aktorka (ur. 1954)
- 30 lipca – Claudette Colbert, amerykańska aktorka
- 7 września – Bibi Besch, amerykańska aktorka
- 10 września – Joanne Dru, amerykańska aktorka
- 13 września – Tupac Shakur, amerykański raper i aktor
- 14 września – Juliet Prowse, amerykańska tancerka i aktorka
- 14 września – Ryszard Pietruski, polski aktor (ur. 1922)
- 18 września – Annabella, amerykańska aktorka
- 22 września – Dorothy Lamour, amerykańska aktorka
- 14 października – Laura La Plante, amerykańska aktorka
- 31 października – Marcel Carné, francuski reżyser filmowy (ur. 1906)
- 5 listopada – Zbigniew Sobis, polski aktor i tancerz (ur. 1945)
- 14 listopada – Virginia Cherrill, amerykańska aktorka
- 19 listopada – Véra Korène, francuska aktorka urodzona w Rosji
- 8 grudnia – Howard E. Rollins Jr., amerykański aktor
- 19 grudnia – Marcello Mastroianni, włoski aktor (ur. 1924)
- 30 grudnia – Lew Ayres, amerykański aktor
- 31 grudnia – Wiesław Drzewicz, polski aktor (ur. 1927)